# Bataille d'Abidjan
La bataille d'Abidjan désigne les affrontements qui ont lieu dans la capitale ivoirienne entre le 30 mars 2011 et 4 mai 2011, dans le cadre de la crise ivoirienne de 2010-2011.

## Déroulement de la bataille

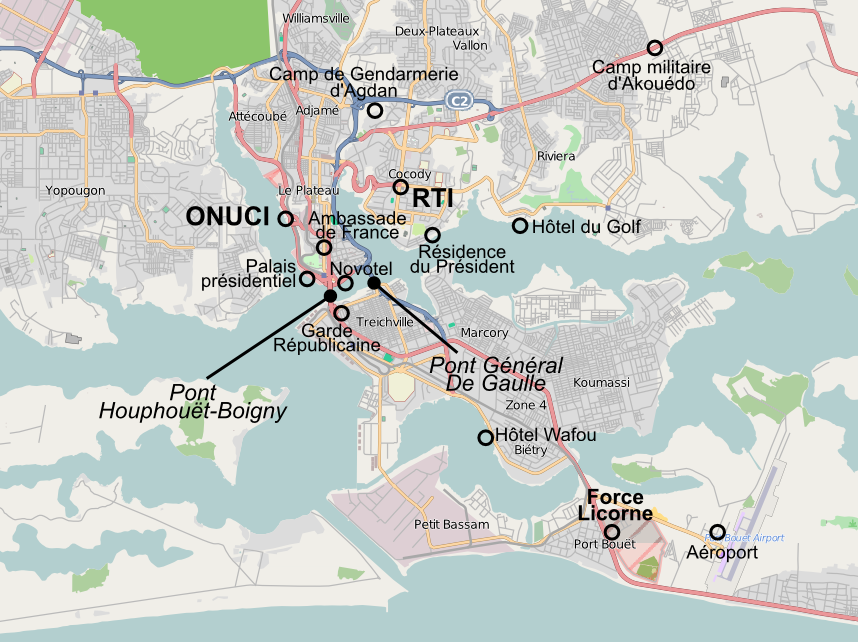
Carte d'Abidjan avec les sites des principaux événements

Dans la nuit du 30 au 31 mars Philippe Mangou, chef d'état-major de Laurent Gbagbo, se réfugie avec sa famille à l'ambassade d'Afrique du Sud. 
Le 31 mars, des colonnes de soldats équipés de véhicules tout-terrain des Forces républicaines de Côte d'Ivoire (FRCI) entrent dans Abidjan. Alassane Ouattara déclare un couvre-feu de trois jours. D'autres parmi eux ont pour mission de rejoindre le Golf Hôtel pour y assurer une meilleure sécurité de ses occupants. L'opération des Nations Unies en Côte d'Ivoire (ONUCI) prend le contrôle de l'aéroport à la suite du départ des forces de sécurité ivoiriennes. C'est le début de la bataille. 
Les affrontements et des vandales armés menaçant les étrangers, des patrouilles d'exfiltration sont menées à partir de la base de la force Licorne à partir du 3 avril afin de regrouper 12 000 Français et plusieurs dizaines de ressortissants libanais et d'autres nationalités dont des diplomates étrangers.
Le 4 avril 2011, la force de l'ONU, l'ONUCI ainsi que la force Licorne de l'armée française en Côte d'Ivoire, tirent sur des positions pro-Gbagbo, dans le but de neutraliser leurs armes lourdes, pour, conformément à la résolution 1975 du Conseil de sécurité, protéger les populations civiles et la force de l'ONU. Elles ont notamment tiré sur le Palais présidentiel, où sont stockées des armes lourdes.
L'ambassade de France a subi une attaque dont les auteurs ont été neutralisés, trois gendarmes français ont été blessés. Le siège de l'ONUCI a aussi subi une attaque qui a été stoppée dans le même temps.
À ce stade de la bataille, sur les dix communes d'Abidjan, six sont en cours de sécurisation par les FRCI et trois sont aux mains des forces pro-Gbagbo (Cocody, Le Plateau et Yopougon sont les lieux principaux de la bataille et assiégés par les FRCI). La commune d'Abobo est restée sous contrôle du Commando invisible malgré les combats.
Le 11 avril 2011, après dix jours d'intenses combats, l'assaut est lancé contre la résidence présidentielle à Cocody. Laurent Gbagbo (accompagné de sa famille) est fait prisonnier avec son épouse Simone par les forces d'Alassane Ouattara soutenues indirectement par l'ONUCI et la Force Licorne par l'application de la résolution 1975 du Conseil de sécurité de l'ONU. Ils ont été depuis placés en résidence surveillée dans le nord du pays à Korhogoet Odienné. Selon Alain Toussaint, porte-parole de Laurent Gbagbo, ce dernier a été arrêté par les forces françaises et « remis aux chefs de la rébellion » ; c'est aussi ce que déclare dans un premier temps un porte-parole à Paris de Ouattara. Selon l'ONU, « le président sortant s'est rendu aux forces du président élu » après la capitulation de ses partisans sur place contre la nouvelle armée gouvernementale (FRCI)
Cependant, les partisans de Laurent Gbagbo ne rendent pas tous les armes et les combats continuent dans le district d'Abidjan, principalement dans les communes de Yopougon et d'Abobo. En avril 2011, après la défaite militaire de Laurent Gbagbo, le président Alassane Ouattara somme le « Commando invisible » de déposer les armes, maintenant que le régime de Laurent Gbagbo n'est plus. Devant le refus de Coulibaly, les forces armées de Ouattara passent à l'offensive contre les troupes du chef rebelle dans la commune d'Abobo. Le 27 avril 2011, au cours de ces opérations militaires, Ibrahim Coulibaly, qui avait selon les FRCI « pris en otage toute une famille » et « réagi avec des tirs nourris », est tué dans les combats. Le 4 mai 2011, les Forces républicaines de Côte d'Ivoire prennent finalement le contrôle de la commune de Yopougon, dernier quartier tenu par les miliciens fidèles à l'ancien président et des mercenaires libériens. Le même jour, une décision du Conseil constitutionnel ivoirien proclame Alassane Ouattara président de la République.